# Kio Hayakawa
Kio Hayakawa (en japonés: 早川起生; Nagaoka, 8 de marzo de 2002) es un deportista japonés que compite en ciclismo en la modalidad de BMX estilo libre.
Ganó dos medallas en el Campeonato Mundial de Ciclismo Urbano, en los años 2022 y 2023, en la prueba de flatland. Adicionalmente, consiguió una medalla de oro en los X Games.

## Medallero internacional
| Campeonato Mundial | Campeonato Mundial    | Campeonato Mundial | Campeonato Mundial |
| Año                | Lugar                 | Medalla            | Competición        |
| ------------------ | --------------------- | ------------------ | ------------------ |
| 2022               | Abu Dabi (EAU)        | Medalla de bronce  | Flatland           |
| 2023               | Glasgow (Reino Unido) | Medalla de plata   | Flatland           |

| X Games de Verano | X Games de Verano | X Games de Verano | X Games de Verano |
| Año               | Lugar             | Medalla           | Prueba            |
| ----------------- | ----------------- | ----------------- | ----------------- |
| 2022              | Chiba (Japón)     | Medalla de oro    | Flatland          |